# Азербайджано-гамбийские отношения
Азербайджано-гамбийские отношения — двусторонние дипломатические отношения между Азербайджанской Республикой и Республикой Гамбия.

## Дипломатические отношения
11 ноября 1994 года был подписан протокол об установлении дипломатических отношений между двумя государствами.
Распоряжением президента Азербайджана Ильхама Алиева от 11 декабря 2012 года № 2587-р Чрезвычайным послом Азербайджана в Гамбии был назначен Тарик Исмаил оглу Алиев.

## Официальные визиты
10-11 июня 2008 года в городе Баку был проведён Международный форум «Расширение роли женщин в межкультурном диалоге», в котором принял участие посол Гамбии в Азербайджане Осман Баджи.
6—8 октября 2008 года в Баку состоялась IV Конференция министров образования государств-членов Организации исламского сотрудничества. В рамках конференции состоялась встреча государственного секретаря по образованию, исследованиям, науке и технологиям Гамбии Криспин Грей-Консон с министром иностранных дел Азербайджана Эльмаром Мамедъяровым.
13—15 октября 2009 года делегация во главе с директором Национального центра авторских прав Гамбии по искусству и культуре Хассумом Кисаем посетила Азербайджан с целью участия в VI Конференции министров культуры государств-членов ОИС в городе Баку. В рамках мероприятия Хаcсум Кисай был принят Президентом Азербайджана Ильхамом Алиевым совместно с главами делегаций государств-членов ОИС.
10—14 апреля 2010 года министр иностранных дел, международного сотрудничества и по работе с гамбийцами, проживающими за рубежом, Осман Каммех находился с официальным визитом в Азербайджане. В рамках визита О. Каммех встретился с Президентом Азербайджана Ильхамом Алиевым, министром иностранных дел Э. Мамедъяровым, министром сельского хозяйства И. Аббасовым, заместителем министра промышленности и энергетики Н. Аббасовым, министром образования М. Мардановым. Были обсуждены перспективы развития сотрудничества в таких сферах, как здравоохранение, образование, туризм, энергетика, сельское хозяйство, культура, рыболовство, военная сфера, нефтяная промышленность, геофизика и т. д.
18 мая 2010 года в рамках 37-й сессии Совета министров иностранных дел Организации Исламская конференция, проходившей в Таджикистане, состоялась встреча министра иностранных дел Азербайджана с министром иностранных дел, международного сотрудничества Османом Каммехом. Было обсуждено нынешнее положение отношений.
С целью принять участие во втором заседании министров труда государств-членов Организации исламского сотрудничества, проходившем 23-26 апреля 2013 года в Баку, делегация, возглавляемая министром труда Гамбии Кебба С. Турай посетила Азербайджан.
В июне 2018 года в столичном городе Баку была проведена встреча министра иностранных дел Азербайджана Эльмара Мамедъярова с министром иностранных дел Гамбии Усаину Дарбое.

## Экономическое сотрудничество
Согласно статистическим данным торгового отделения Организации Объединённых Наций (COMTRADE), в 2015 году объём экспорта из Азербайджана составил 11.03 тысяч долларов США.

## Международное сотрудничество
На международной арене сотрудничество осуществляется в рамках различных международных организаций, в том числе Организации исламского сотрудничества и ООН.
На голосовании, проведённом 14 марта 2008 года в рамках 62-й сессии Генеральной Ассамблеи ООН в связи с представленным Азербайджаном проектом резолюции «О ситуации на оккупированных территориях Азербайджана», правительство Гамбии поддержало позицию Азербайджана.